# Frontière entre le Burundi et la république démocratique du Congo
La frontière entre le Burundi et la république démocratique du Congo sépare le Burundi, à l'est, et la république démocratique du Congo, à l'ouest.
Elle est formée principalement par le nord du lac Tanganyika. La frontière terrestre proprement dite, située plus au nord, ne représente qu'une quarantaine de kilomètres.